# Daihatsu Mira
Daihatsu Mira (яп. ダイハツ・ミラ, также известный как Cuore, Domino, и недавно как Charade) — городской автомобиль (кей-кар) производства Daihatsu. Он поставляется со множеством опций и вариантов шасси, с последние четыре модели включают: «Mira», «Mira AVY», «Mira Gino» и «Mira VAN». Mira является преемником линейки автомобилей начавшейся с Daihatsu Fellow в 1966 году, и первоначально появилась в качестве коммерческой версии Cuore. За пределами Японии, Mira также предлагается с двигателем 850 куб.см. В Австралии, двухместная версия продавалась как Daihatsu Handivan и позже как Daihatsu Handi.

## История
Daihatsu Mira и Cuore пришли на замену Daihatsu Max Cuore в июле 1980 года. Он был заменён вторым поколением Mira/Cuore L70, появившимся в 1985 году. Для большинства поколений были доступны два двигателя: одна меньшая версия, соответствующая японским внутренним правилам, объёмом 550 либо 660 куб.см, и больший двигатель для экспортных рынков. Вариант L200 (1990—1994), например, имел рядный трёхцилиндровый двигатель объёмом 660 куб.см, мощностью 40-64 л.с. (29-47 кВт) в Японии, в то время как на экспорт шёл вариант с двигателем 847 куб.см. L500 Mira является первым кей-каром производства Daihatsu с четырёхцилиндровым двигателем (660 куб.см).

## Первое поколение (L55, 1980—1985)

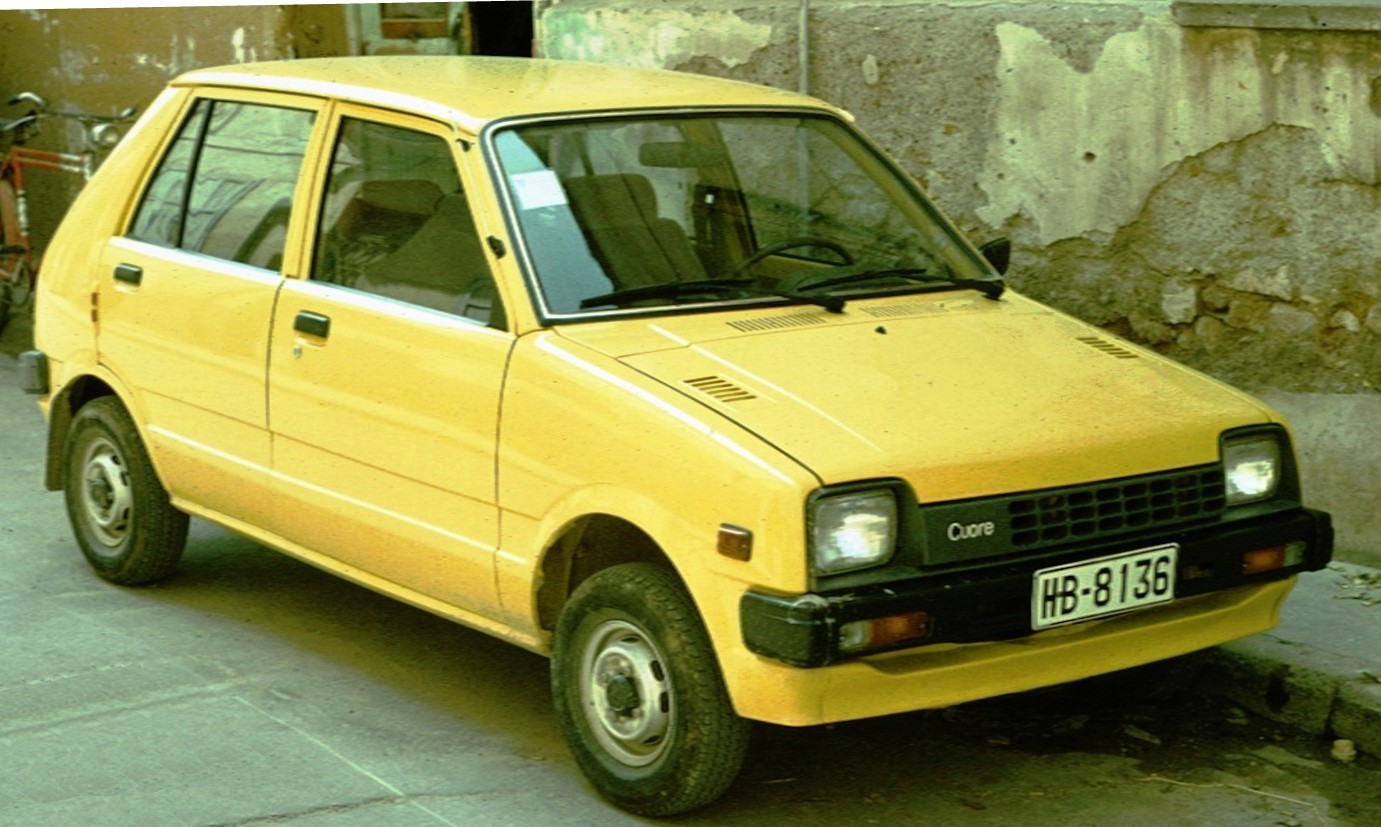
Пятидверный L55 Daihatsu Cuore (Греция)

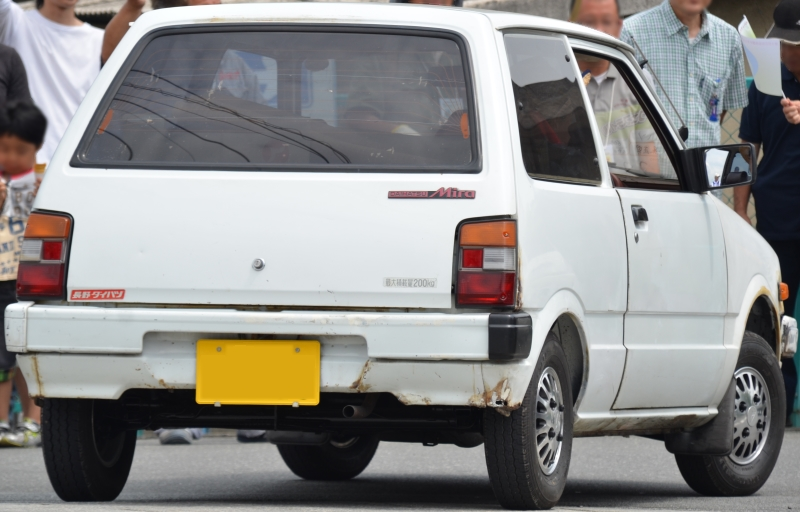
Трёхдверный L55 Daihatsu Mira, вид сзади

В июле 1980, Daihatsu Mira и Cuore пришли на смену Daihatsu Max Cuore. Определённое количество путаницы выходит из того факта, что серия L55, была первым поколением Daihatsu Mira, но она же считается и вторым поколением Cuore, и что Mira изначально продавалась как «Mira Cuore». После лёгкого фейслифтинга в мае 1982 года, Mira потеряла «Cuore» из своего названия. Также появилась новая пятискоростная версия MGX (только трёхдверная), оснащённая радиальными шинами. Преселективная коробка передач была заменена автоматической двухскоростной коробкой. В октябре 1983 года, турбированная и полноприводная версии фургонов Mira стали доступны (однако, не в сочетании).
Серия L55 продавалась с двумя основными двигателями: двухцилиндровый AB10 объёмом 547 куб.см, и немного больший, 617 см³ AD устанавливаемый только в экспортные L60 Cuore. Они имели по два балансировочных вала, позволявшие сглаживать и убирать шум, ставя эти двигатели наравне с традиционными четырёхцилиндровыми. На тестах, версия с 617-кубовым двигателем получила хорошую оценку за утончённость, а также «живой» характер и «энтузиазм» по сравнению с европейскими конкурентами, такими как Fiat Panda 30 и Citroën Visa Club, и других, с двухцилиндровыми двигателями. Основной вопрос заключается в стоимости: двухцилиндровый двигатель, оборудованный балансировочным валом якобы стоить столько, сколько нужно потратить на постройку обычного четырёхцилиндрового двигателя. Автомобиль был также высоко оценён Quattroruote за его характеристики гибкого городского вождения — хотя его вряд ли можно считать пригодным для автострада. 30-сильная (22 кВт) «большая» версия имела максимальную скорость 120 км/ч.
Большой двигатель появился во второй половине 1982 года, как часть толчка Daihatsu, направленный на европейский экспорт. На некоторых рынках, было доступно два двигателя. В Бельгии, например, автомобиль продавался как Cuore 550 в качестве малой версии, и как Cuore 623/625, в зависимости от комплектации. Cuore хорошо продавался в Аргентине и Чили в 1980 году (4300 автомобилей поставлено), но экономические трудности привело к отмене экспорта к 1982 году.
В 1983 году появилась Mira Turbo. Доступная только на японском рынке, и только в качестве коммерческого транспорта, она оснащалась карбюраторным турбированным малым двухцилиндровым двигателем. Его мощность составляла 41 л.с. (30 кВт), а максимальная скорость 130 км/ч.
Джованни Микелотти использовал это поколение Cuore как базу для прототипа «Michelotti PAC» (пригородный персональный автомобиль, от англ. Personal Automotive Commuter), показанного на Женевском автосалоне в 1985 году.

## Второе поколение (L70, 1985—1990)

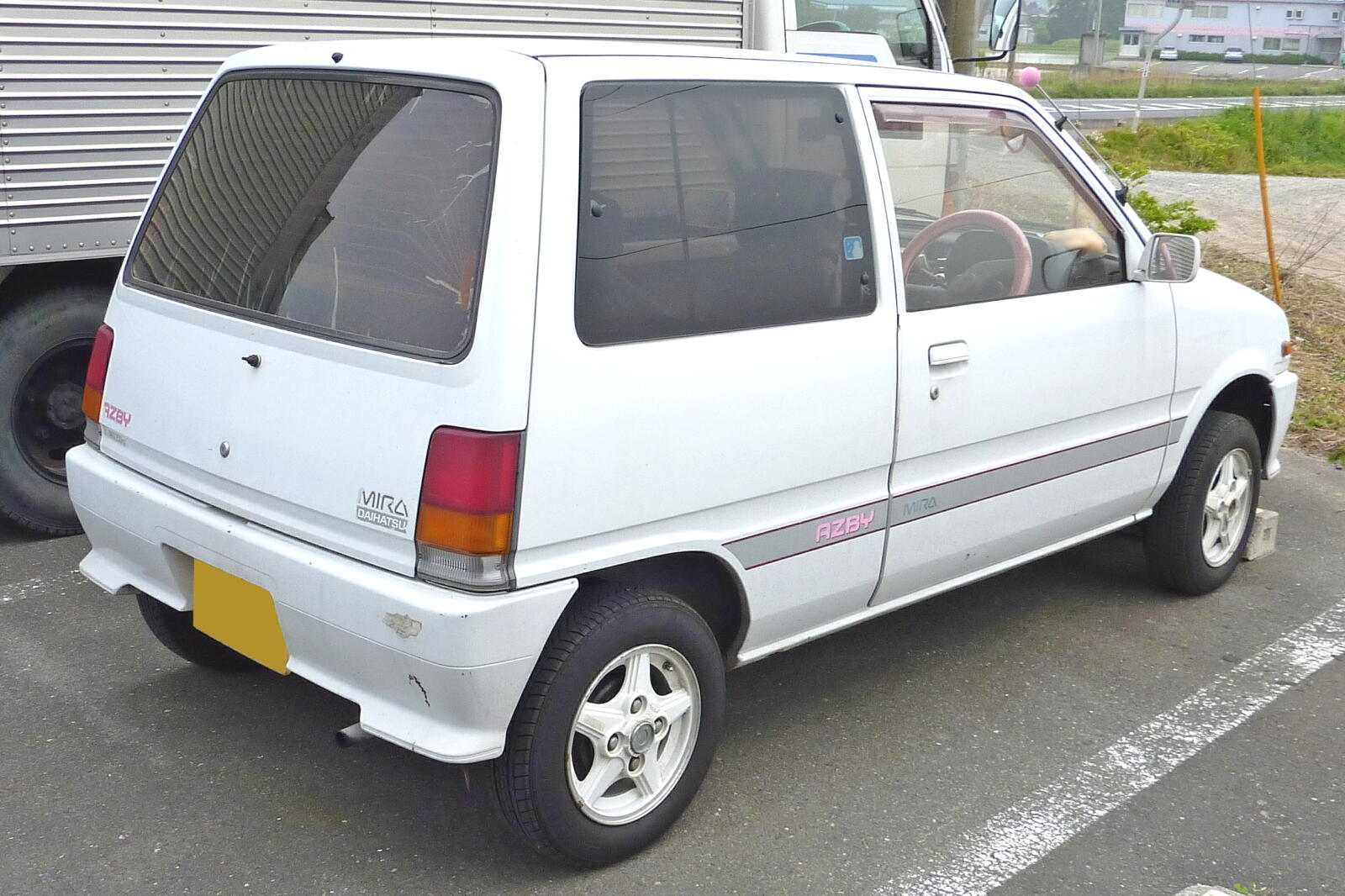
Daihatsu Mira, вид сзади

Второе поколение Mira/Cuore (L70) появилось в августе 1985 года. Это был длиннобазный автомобиль с новым, трёхцилиндровым двигателем, сменившим двухцилиндровый (AB). Объём нового двигателя EB остался точно таким же, 547 куб.см. Для экспортных вариантов предлагался трёхцилиндровый двигатель объёмом 847 куб.см, названный ED-10. В сентябре 1986 года появилась специальная серия для швейцарского рынка, с двигателем меньшего диаметра цилиндров и объёмом 796 см³ (названный ED-10A). В отличие от большей стандартной версии, эта попадала под четыре статьи налогов в некоторых швейцарских кантонах, в то время как другие кантоны имели значительный налог на 800 куб.см.

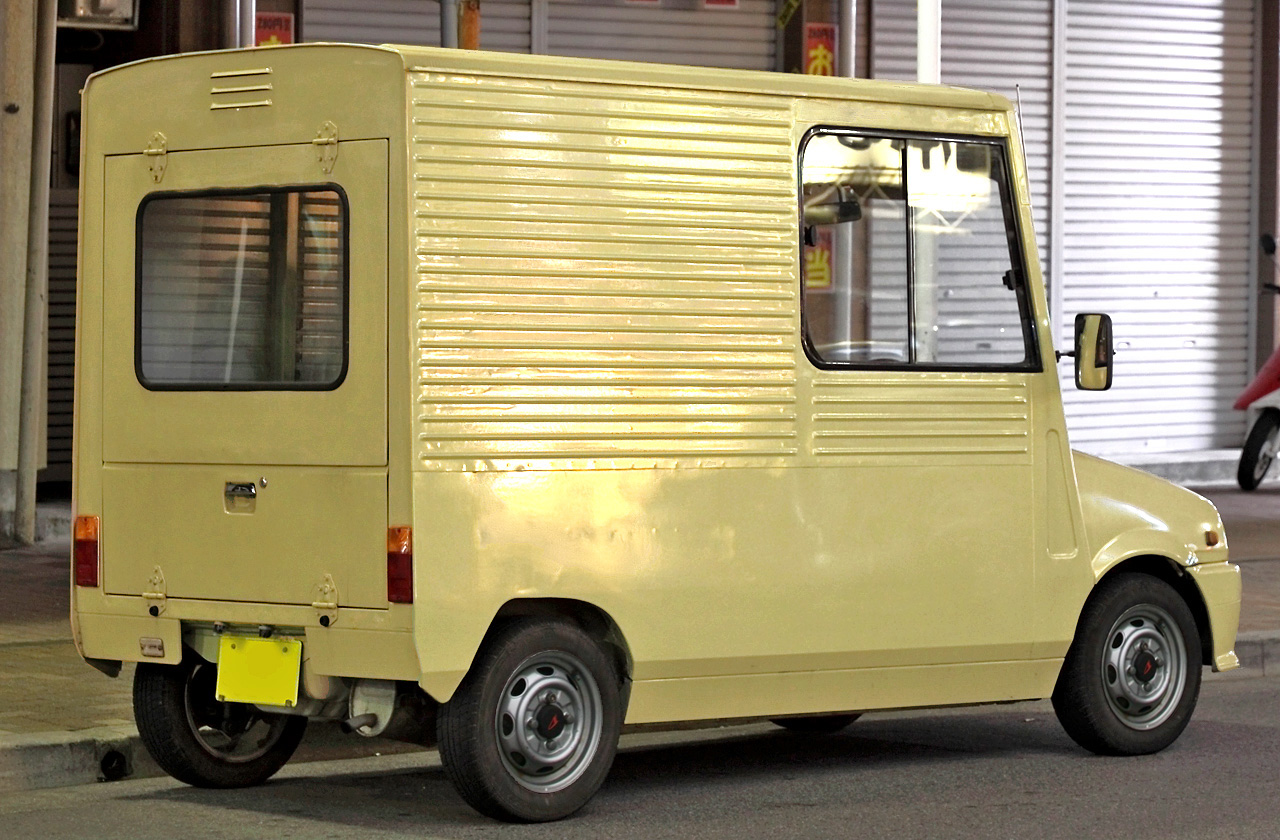
Фургон Mira Walk-Through

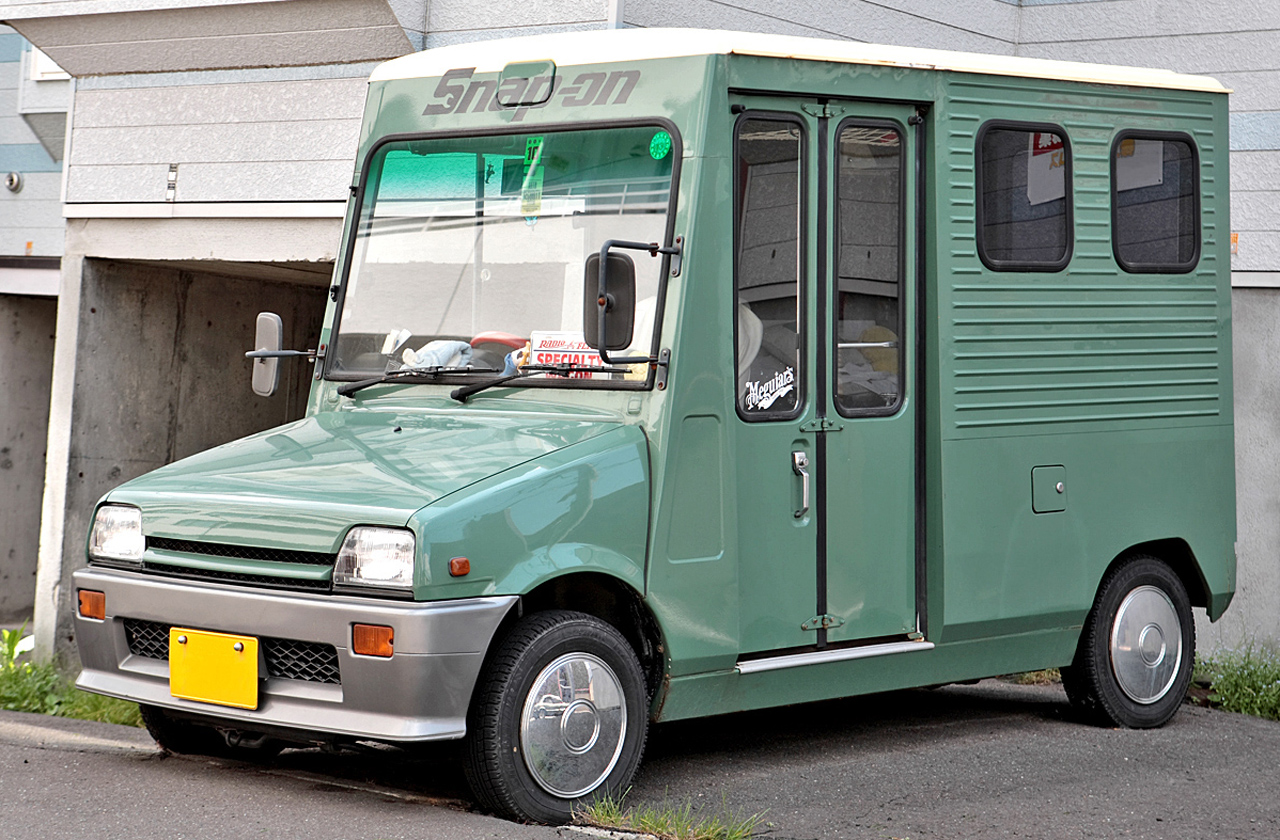
Walk-Through Van, Япония

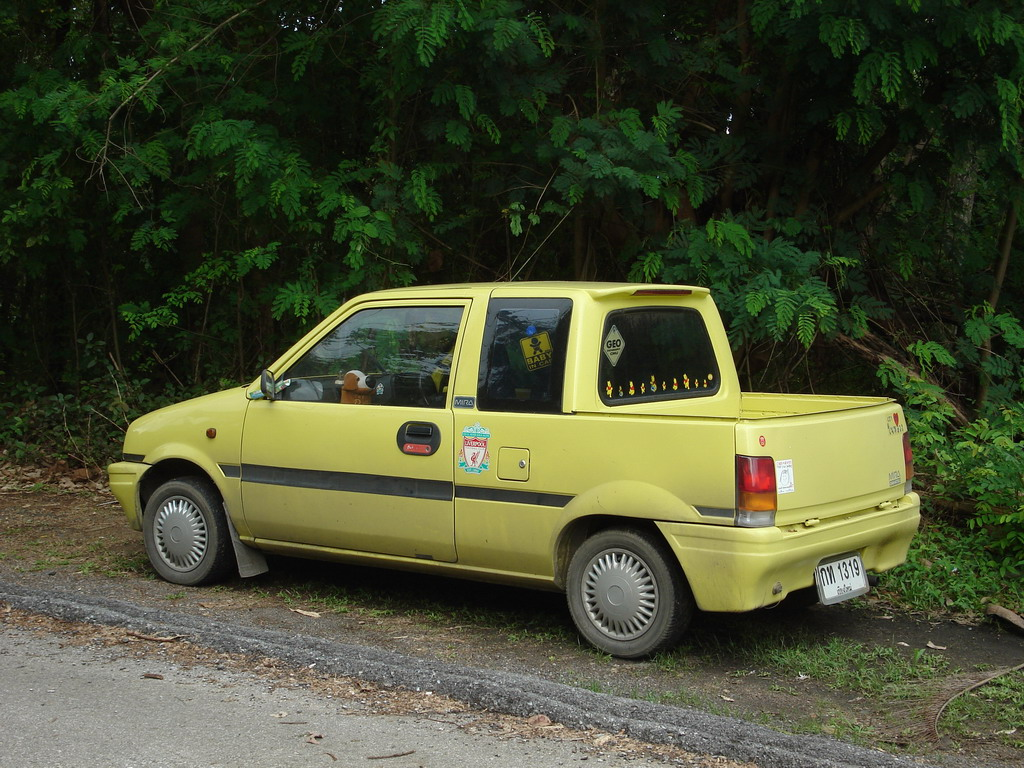
Тайский Daihatsu Miracab

Касаемо версий для внутреннего японского рынка, здесь существовали коммерческие версии (Mira), продаваемые вместе с легковыми автомобилями (Cuore). У коммерческих были раскладные задние сидения, которые складываются в ровный пол, и легко распознаются по рельсам в задних боковых окнах. Как и предыдущее поколение, версия с отключаемым полным приводом была доступна для фургонов (код шасси L71V). Двигатели первоначально были карбюраторными, атмосферными или турбированными (с интеркулером). Они выдавали соответственно по мощности 38 и 52 л.с. (28 и 38 кВт). Турбо-версия изначально была доступна только как Mira (трёхдверная коммерческая), и появилась спустя два месяца после обычной версии. Коробки передач были либо 4/5-ступ. механическая, либо 2-ступ. автоматическая для атмосферных двигателей.
В январе 1986 года, появился пятидверный фургон (Mira). Версия «Walk-Through Van», с использованием обычного капота в сочетании с почти квадратной задней частью кузова, появилась два месяца спустя. В августе 1987 года, Mira/Cuore претерпел небольшой фейслифтинг: новые решётка и капот, а также изменение некоторых других деталей сгладило внешний вид в целом. Двумя месяцами позже постоянный полный привод стал доступен для версии с турбо-двигателем. После изменений в октябре 1988 года, появился 50-сильный турбированный седан Mira серии TR/CR, для пассажиров появилась и пятидверная версия. В это время также продавалась ограниченная серия 500 Mira Sedan TR-XX Limited. Японское производство серии L70 закончилось с появлением, в ответ на новые правила для кей-каров, новой версии L200 с 660-кубовым мотором в марте 1990 года. Это также положило конец разделению линии на Mira и Cuore, так как шильдик Cuore был снят в Японии со введением новой модели.

### Таиланд
После замены производства серии L70 в Японии, сборка автомобиля продолжилась в Таиланде. В дополнение к обычной версии, было разработано грузопассажирское купе для нуждающегося с 1990 по 1995 годы в пикапах тайского внутреннего рынка, названное Mira P1. Пикап Mira был чрезвычайно популярен, что, в результате чего продажи тайского Daihatsu прыгнули на 50 %. Пройдя полный круг, и отражая развитие SUV, Daihatsu также разработал Mira P4: крытая четырёхместная версия универсал. Позже появилась расширенная кабина (2+2 сидения, «Daihatsu Mira Cab»), а также хетчбэк с увеличенной кармой, названный «Mint».
Хотя, изначально использовались меньшие двигатели, как на японском рынке, они были слишком длинными, чтобы классифицироваться как истинные кей-кары. Более поздние автомобили имеют 850-кубовый двигатель, используемый во многих экспортных рынках. Тем не менее, азиатский финансовый кризис 1997 года ознаменовал конец производства Daihatsu в Таиланде, так как продажи упали с 4000 единиц в 1995 году до 160 в 1997 году. Производство закончилось в феврале 1998 года, и к марту 1998 года Daihatsu больше не предлагали автомобили на тайском рынке.

### Филиппины
В 2004 году, филиппинская компания возродила Mira Pickup, строившийся локально и продававшийся как Norkis Legacy. Также был доступен фургон с четырёхдверной двойной кабиной. В отличие от оригинального L70 Mira, они имеют более поздний двигатель EF объёмом 659 куб.см, который также работает на сжиженном газе. Эти автомобили длиннее и тяжелее оригинала, с оригинальным двухместным пикапом весом в 900 кг и длиной 3630 мм.

## Третье поколение (L200, 1990—1994)
L200/201 стало третьим, и до сих пор наиболее популярным поколением автомобиля, предложенном в большом количестве вариантов. На японском внутреннем рынке название «Cuore» исчезло, и были сужены различия между пассажирскими и коммерческими версиями. L200 (переднеприводной) производился как Mira с весны 1990 года и, по крайней мере, до 1998, но платформа строилась и под другими названиями. Код шасси L201 использовался для экспортных версий, с названием «Cuore».

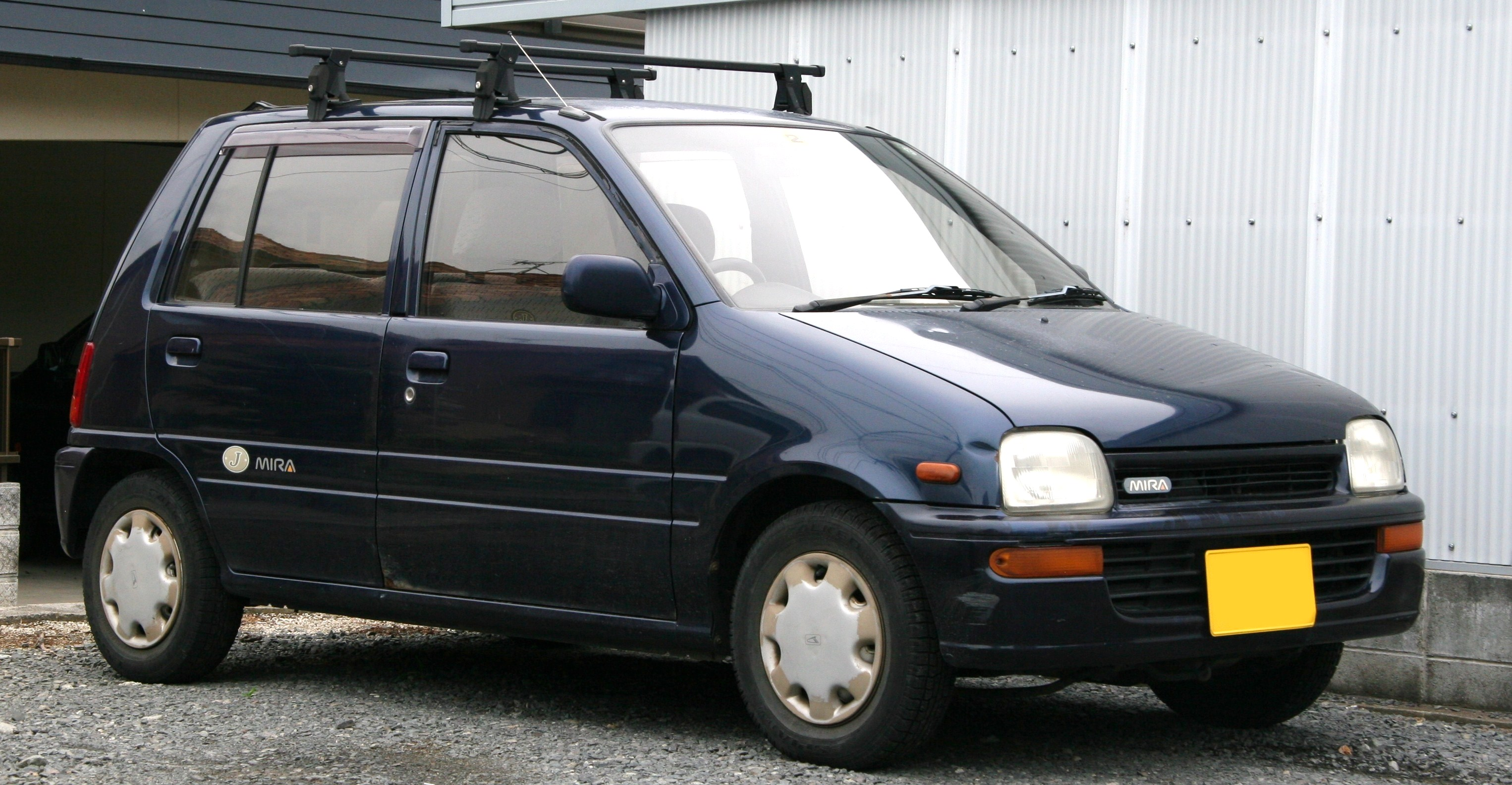
Пяти-дверная Daihatsu Cuore, Япония

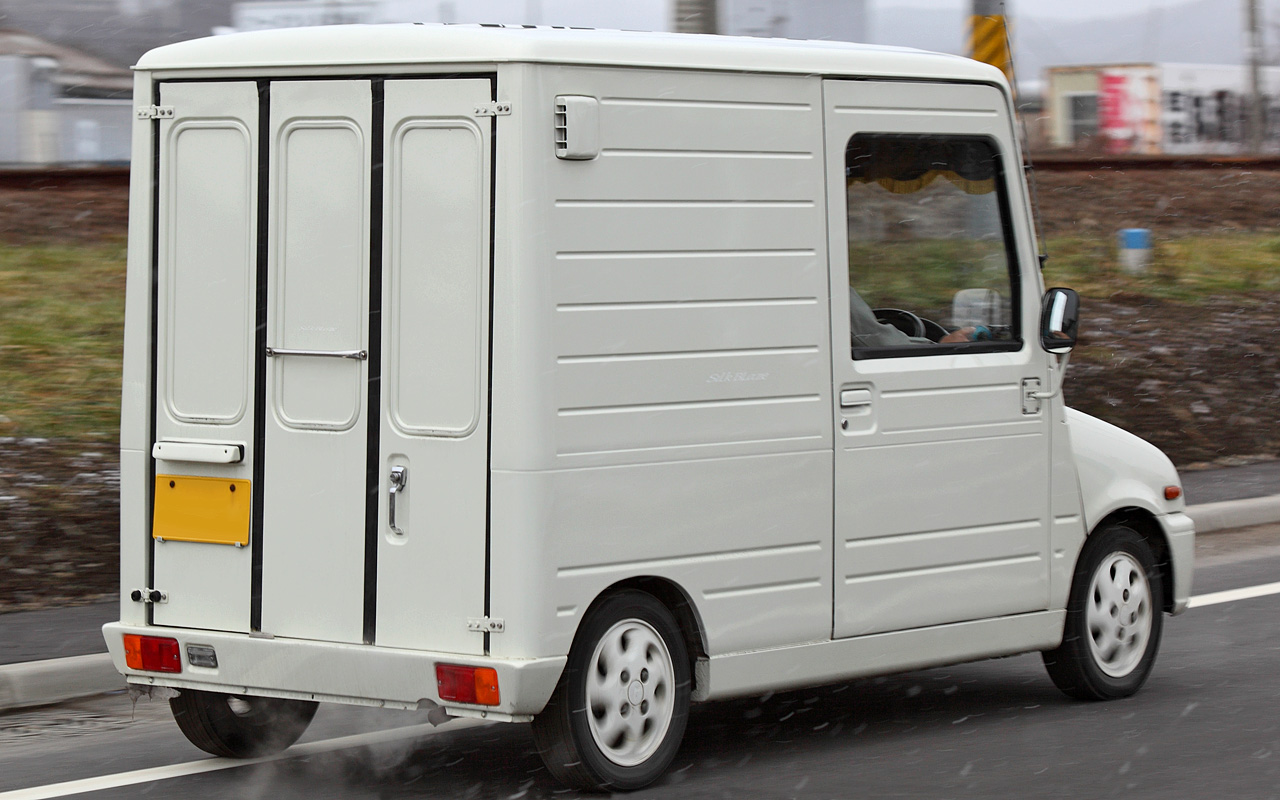
Daihatsu Mira Walk-Through Van, Япония

Как и большинство кей-каров, 200-я серии производилась в двух основных вариантах: серия «V», фургон для лёгкого коммерческого использования. В этом варианте имеются складывающиеся задние сиденья без ремней безопасности. Серия «S», предназначенные для личного пользования, во многом схожа с фургоном, однако имеет большие, более комфортные задние сиденья, оборудованные ремнями и с большим количеством места для ног. В отличие от серии «V», в «S» нет плоского пола для перевозки груза. Эти характеристики обусловлены японскими налоговыми для коммерческого транспорта, в которых должна быть убирающиеся задние сидения и плоский грузовой настил.
Mira имела 3-ступенчатую автоматическую или 4/5-ступенчатую механическую коробку передач. Полноприводной вариант, известный как L210, был также доступен в моделях V или S, только с механической коробкой с пятью скоростями. На этих автомобилях стоял 12-клапанный турбо-двигатель со впрыском топлива (четыре клапана на цилиндр), в то время как на базовые версии обходились карбюраторным мотором.

### Экспорт
L201 продана за пределами Японии, прежде всего, в Европе, Австралии и Новой Зеландии. Трёх- или четырёхдверные 201 оснащались двигателем объёмом 847 см³ (ED10K) и 4/5-ступенчатой коробкой, или 3-ступенчатой автоматической как опция. Карбюраторный двигатель ECE выдавал 41 л.с. (30 кВт) при 5500 об/мин. Фургон, доступный в Австралии, называли Handivan (позже просто Handi). Фургон, оснащаемый задними окнами, также продавался в некоторых других рынках (такие, как страны Бенилюкс) где налоги позволяли это.
200/201 заняли множество рынков и имели множество различных моделей. Cuore L201 получили противотуманные фары на левой стороне. Более поздние модели Mira имели противотуманные фары с обеих сторон. У L201 было две лампы номерного знака, в то время как на L200 была только одна. У L200 Mira для внутреннего японского рынка не было задних противотуманных фар, тогда как на моделях для Великобритании (где были доступны также и японские версии) имелся задний противотуманный фонарь, установленный на правой стороне.
Это поколение Mira была выбрано малайзийским автопроизводителем Perodua для продаж под маркой своего первого продукта. L200 поступил в продажу в Малайзии, как Perodua Kancil в 1994 году после нескольких изменений, производство Kancil продолжалось до июля 2009 года. Малайзийский Kancil был продавался как Daihatsu Ceria в Индонезии в период между 2000 и 2006 годами.
Также был разработан более высокий, двухместный фургон («Walk-Through Van»), исключительно для японского рынка. На нём достигается максимально допустимая высота для кей-каров, два метра.

## Четвёртое поколение (L500, 1994—1998)

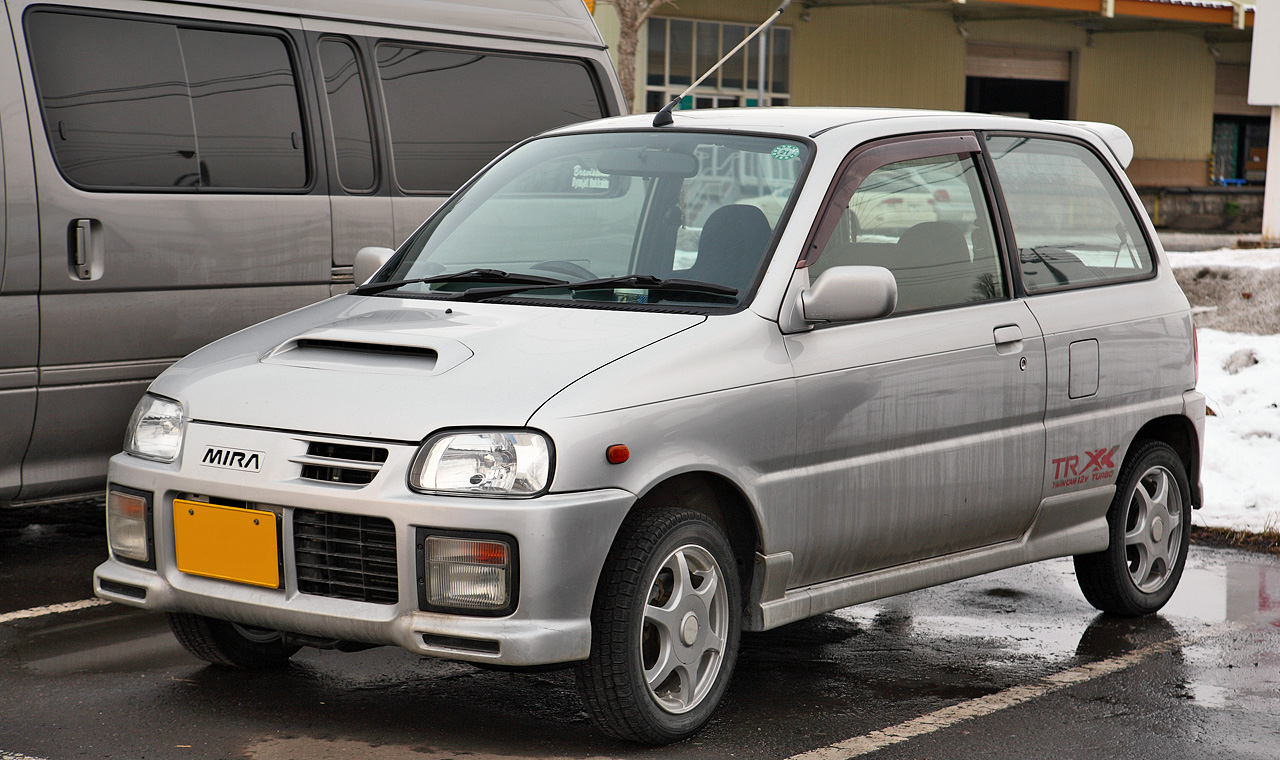
Daihatsu Mira TR

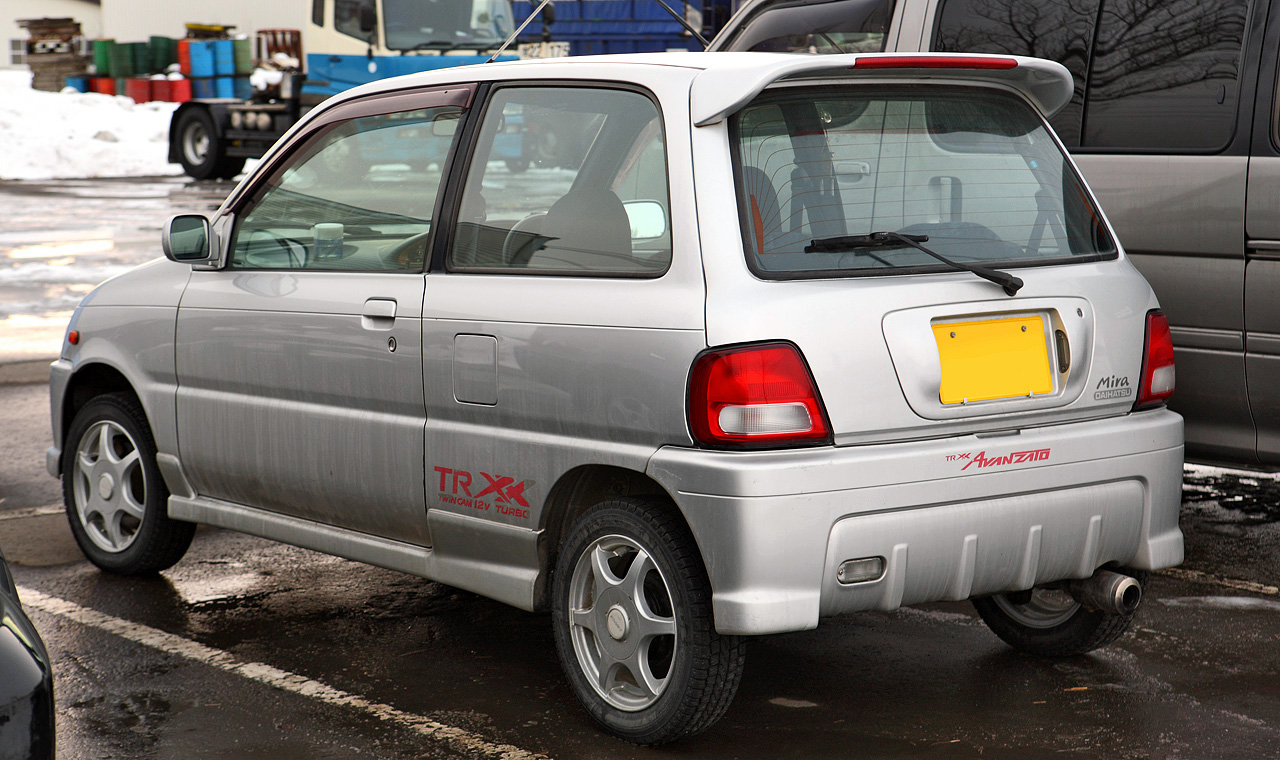
Daihatsu Mira TR, вид сзади

Производство Mira L500 началось в сентябре 1994 года. Дизайн автомобиля изменён во всех частях, но внешний вид оставался похожим на L200. Mira L500 за пределами Японии была известна как L501 Cuore. Хоть продажа 200 серии Mira в Японии закончилась, но продолжалась на некоторых других рынках, где автомобили оборудовались новыми двигателями, доработанными для экспортных L500.
На японском рынке отдельный модельный ряд автомобилей «Mira Moderno» (не коммерческий) появился в октябре 1995 года. Эти модели получили незначительный фейслифтинг в мае 1996 года, ровно через год, в мае 1997 года, распространившийся на остальные модели. В августе 1997 года появилась модель Mira Classic, ретро-версия. Classic был доступен с атмосферным двигателем (для переднеприводных моделей мощностью 40 л.с./29 кВт и для полноприводных 55 л.с./40 кВт) или турбированным в опции мощностью 64 л.с./47 кВт. Classic имел ретро-стиль, схожий с Mira Gino, построенном на базе пятого поколения (L700). В январе 1998 года, благодаря совместным усилиям с Sanrio, появилась «Hello Kitty»-версия Mira Moderno. Кузов автомобиля был доступен в пастельных тонах, и получил различные детали, связанные с Hello Kitty, такие как ключ зажигания и другие.
L500 стал первым кей-каром Daihatsu с четырёхцилиндровым двигателем, с опциональным новым двигателем серии JB. При оснащении этим двигателем, код модели сменялся на L502. Диапазон моделей, которые были доступны в 200 серии, относительно весь перешёл и на 500 серию. Одним из изменений стало оснащение экспортных версий впрыском топлива в стандарте, позволившее 847-кубовому двигателю развивать мощность в 42 л.с. (31 кВт). Этот двигатель назвали ED-20. 4-ступенчатая механика перестала быть доступной, однако в дополнение к 3-ступенчатому автомату появился и 4-ступенчатый на внутреннем японском рынке. В ноябре 1996 года появился трёхцилиндровый двигатель (12-клапанная версия с двумя распредвалами, 847 куб.см). Это был ED-DE, мощностью 50 л.с. (37 кВт) при 5500 об/мин.
В Австралии Mira L500 продавалась как Daihatsu Charade Centro. В Пакистане производство модели Daihatsu Cuore закончилось в 1995 году. L500 собирала Toyota Indus Motor Company между 2000 и 2012 годами, с 847 см³ карбюраторным двигателем (ED-10), который устанавливался на экспортных моделях с 1986 года.

## Пятое поколение (L700, 1998—2002)

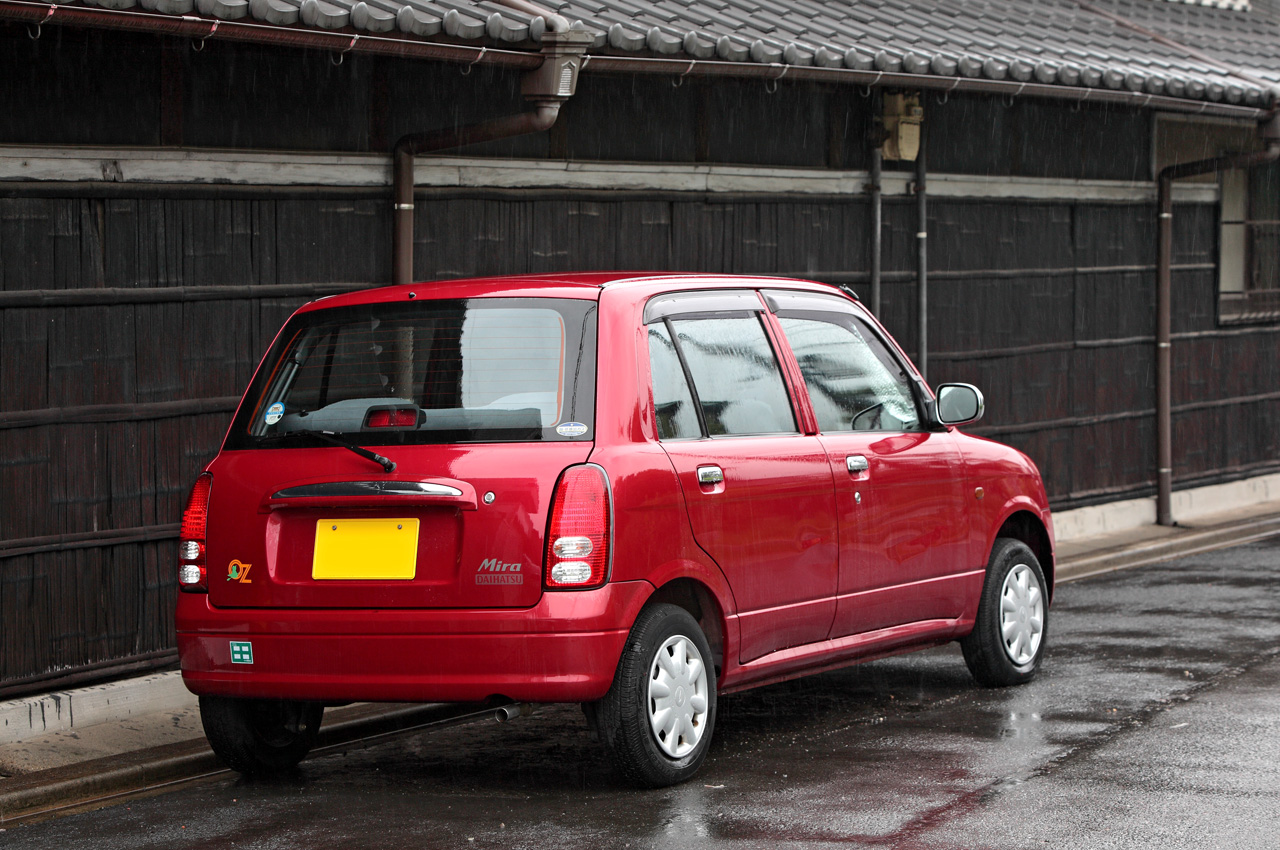
Пяти-дверная Mira (Япония)

Пятое поколение Cuore использовало код шасси L700, с L710 для полноприводных версий. Новая модель появилась осенью 1998 года. В то время как объём двигателей автомобилей, продававшихся на внутреннем японском рынке должен был оставаться менее 660 куб.см, экспортные версии получили новый двигатель EJ-DE объёмом 989 куб.см, 12-клапанный DOHC, трёхцилиндровый, мощностью 56 л.с. (41 кВт) при 5200 об/мин. Кроме того, новой для экспортных моделей стала трёхступенчатая автоматическая коробка. На некоторых рынках оставался 850-кубовый двигатель ED-DE.

### Производство вне Японии
Производством L700 Mira занимались в Малайзии в 2001 году, где он продавался совместно с Kancil как Perodua Kelisa с E-серией двигателей Daihatsu объёмом 850 и 1000 куб.см. Производство модели Perodua закончилось 2007 году.

### Mira Gino
Производство ретро-версии автомобиля Daihatsu Mira на базе L700 стартовало 1999 году, сменив модель Mira Classic. Mira Gino получил оснащение и опции, аналогичные обычным моделям, но имел ретро-стиль. Mira Gino в Японии оснащался атмосферным 659-кубовым двигателем, но и 1-литровый двигатель EJ-VE (как для экспортных L700) был доступен короткое время как Mira Gino 1000. Автомобиль базирующийся на втором поколении Gino (который получил свой собственный код модели L650/L660) с литровым двигателем продавался как Daihatsu Trevis на экспортных рынках.

## Шестое поколение (L250, 2002—2006)

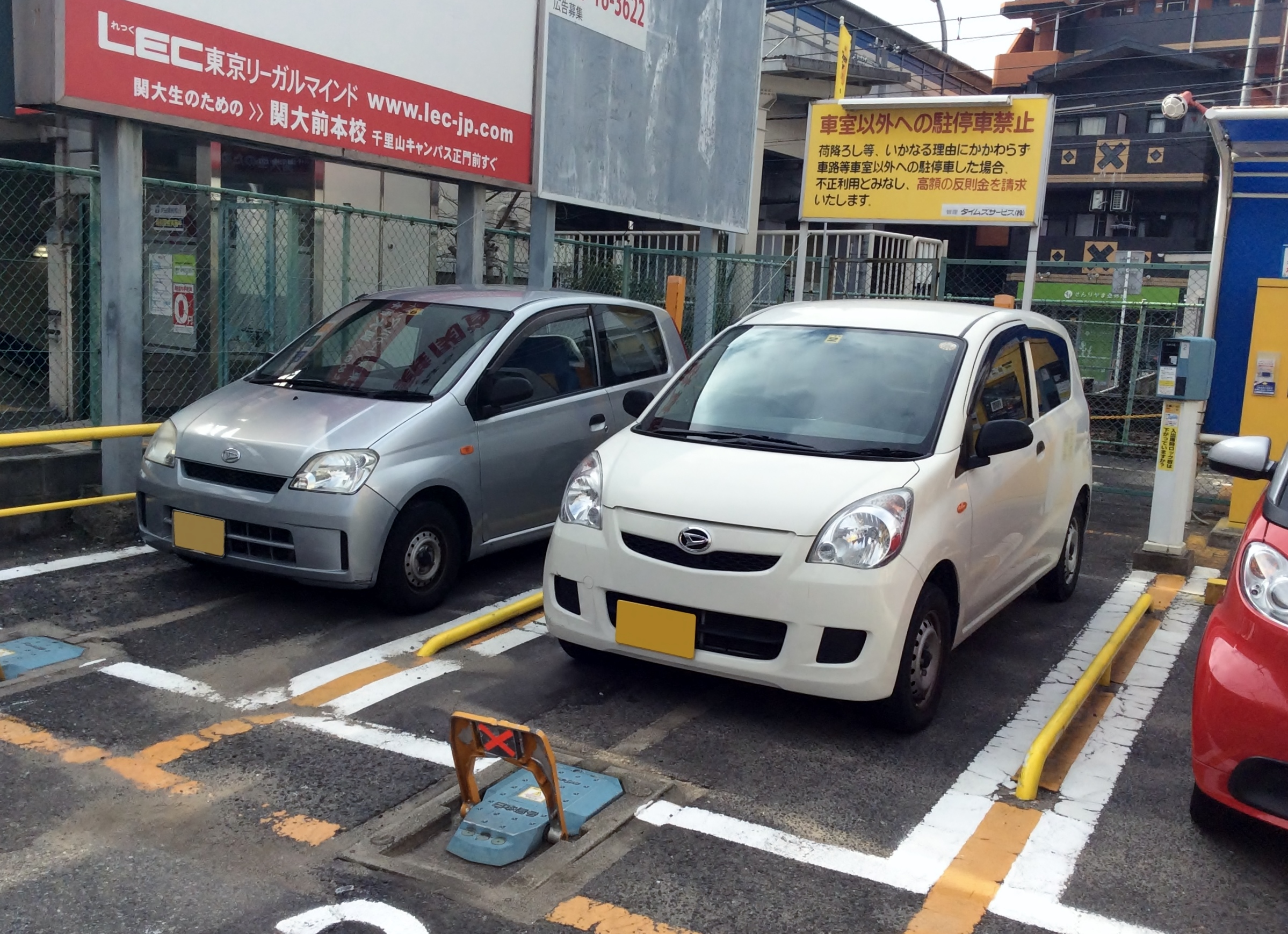
Daihatsu Mira — 6 и 7 поколения, Япония

L250/260 Mira, не связанная с ранней 200-серией, является шестым поколением автомобиля. Автомобиль производился в Японии как Mira. L250 был назван Daihatsu Charade в Великобритании и Южной Африке. В других местах он продавался как Cuore. Экспортные версии, оснащаемые 1-литровым двигателем EJ появившимся на предыдущем поколении, обозначались L251, и L260 это полноприводные версии (только для внутреннего японского рынка). После окончания производства этого поколения Mira в Японии в конце 2006 года, производство продолжалось в Малайзии, где оно производились под маркой Perodua Viva с мая 2007 года.
В Японии также была доступна спортивная версия Mira Avy. Автомобиль претерпел незначительный фейслифтинг в августе 2005 года. В ноябре 2006 года появилась версия для инвалидов (Mira Friend-Matic). Версия Friend-Matic выпускалась до августа 2009 года.

## Седьмое поколение (L275, с 2006 года)
В декабре 2006 года, стартовало производство L275, седьмого поколения Mira. Изначально была доступна только пассажирская версия, фургон появился в начале 2007 года. Полноприводная модель получил код модели L285. Два двигателя KF были доступны: 658  см³ KF-VE с двумя распредвалами (DVVT) трёхцилиндровый мощностью 58 л.с. (43 кВт), и KF-DET турбо-двигатель того же объёма мощностью 63 л.с. (47 кВт). Атмосферный двигатель доступен с 5-ступенчатой механикой, 3- или 4-ступенчатым автоматом или коробкой CVT. Экспортные модели (L276) впервые появились в сентябре 2007 года и имели очень лёгкий двигатель Toyota KR, рядный трёхцилиндровый, объёмом 1 литр.
Согласно японским испытаниям, расход топлива варьируется от 21 км/л с 3-ступенчатым автоматом до 25,5 км/л для бесступенчатой трансмиссии. Для автомобилей с «Smart Drive package», новой системой start-stop, расход топлива составил 27 км/л.
Внутри, рычаг переключения передач был перемещён из места между передними сиденьями на центральную панель. Опционально появилось сдвижное заднее сиденье, с ходом в 255 мм, для регулировки объёма багажного отделения или места для пассажиров.

## В популярной культуре
- The Mira TR-XX появляется наряду с некоторыми его спортивных кей-кар современниками в игре Kat's Run: Zen-Nippon K Car Senshuken для Super Famicom.
- YouTube-канал Mighty car mods стартовал 1 сезон с синим, двухдверным Daihatsu Mira L700 2002 года, найденном в запущенном состоянии, который был назван «The Blue Turd» (синее ведёрко). Несмотря на прозвище, последующие изменения (в том числе замена двигателя от Daihatsu Sirion) повышали репутацию модели среди автомобильных мастеров-любителей, которые смотрят шоу.[22] Кроме этого, в 7 сезоне показан проект с Daihatsu Mira L55 1982 года, особенностью которого стало наличие электродвигателя.